# Pupilla obliquicosta
Pupilla obliquicosta е изчезнал вид дребно коремоного от семейство Pupillidae.

## Разпространение
Видът е бил ендемичен за Света Елена, но сега е изчезнал поради човешки дейности.